# Rudarius minutus
Rudarius minutus es una especie de peces de la familia Monacanthidae en el orden de los Tetraodontiformes.

## Morfología
Pueden llegar alcanzar los 5 cm de longitud total.

## Hábitat
Es un pez de mar de clima tropical y asociado a los  arrecifes de coral que vive entre 2-15 m de profundidad.

## Distribución geográfica
Se encuentra en Queensland (Australia), Borneo, las Filipinas, Indonesia  y Papúa Nueva Guinea

## Observaciones
Es inofensivo para los humanos.